# オスマン・ペルシア戦争 (1775年-1776年)
オスマン・ペルシア戦争（オスマン・ペルシアせんそう、英語: Ottoman–Persian War）は1775年から1776年までオスマン帝国とザンド朝ペルシアの間で戦われた戦争。ペルシアの統治者たるカリーム・ハーンの弟サーディク・ハーン・ザンドは軍を率いて現イラク南部にあたる地域を侵攻、バスラを1年間包囲した後1776年に占領した。オスマン帝国は軍を送ることができず、守備を現地のマムルーク朝に任せきりであった。
オスマン帝国のスルタンであるアブデュルハミト1世はスレイマン・アル＝ジャリーリー（Suleiman al-Jalili）を補給長官に任命してバグダードへ補給を送るよう命じたが、アル＝ジャリーリーは命令を無視、代わりに商人たちが貨物を売ることを禁止した。その結果、ザンド朝はカリーム・ハーンが死去し、1779年に大スレイマン・パシャ（マムルーク朝のパシャ）が奪回するまでバスラを維持した。